# Perego (cognome)
Perego è un cognome di lingua italiana.

## Varianti
Peragalli, Peragallo, Peregalli, Peregallo.

## Origine e diffusione
Cognome tipicamente lombardo, è presente prevalentemente nel milanese.
Potrebbe derivare dal toponimo Perego in provincia di Lecco.
La variante Peregalli è tipica del Nord-Ovest.

## Persone
- Eugenio Perego (1876-1944) – regista e sceneggiatore italiano
- Federico Perego (1984) – allenatore di pallacanestro italiano
- Gaetano Perego (?–1783) – pittore italiano